# Suburbis
Suburbis ist eine Partitur für Klavier, die 1917 von Frederic Mompou geschrieben wurde.

## Entstehung
Die Partitur „basiert auf erlebten Szenen, Klängen, Geräuschen und Atmosphären, die der Komponist bei seinen Spaziergängen durch die Barceloneser Vororte Anfang des 20. Jahrhunderts erlebt hat“, vor allem im Stadtviertel Montjuïc.  Mompou versucht in der Partitur die Seelenregungen dieses Stadtteils zu beschreiben.

## Aufbau
Die Szenen dieses Stücks bestehen aus sechs kleinen Fragmenten volkstümlicher Art:
- Zigeunerinnen und Zigeunerinnen II
- Die Blinde
- Der Mann des Aristós (Instrument)
- Die Straße
- Der Gitarrist
- Das alte Pferd.

## Interpretation und Rezeption
Viel mehr als alle anderen Werke von Mompou muss Vororte (Suburbis) vor allem interpretiert werden. In diesem Sinne gibt es eine Fülle von Marginalien, mit denen der Komponist die Partitur versieht: Akzente, Fragezeichen, Anmerkungen zum Atem und andere Anmerkungen, die dazu beitragen sollen, dem Interpreten zu helfen. Hier löst sich die Harmonie am meisten auf, hier findet man die größte Anzahl an Akkordkombinationen und -kompositionen und Intervalle, sowohl metallene Akkorde als auch taktvolle Akkorde impressionistischer Inspiration, doch er vermeidet die exzessive Dissonanz, die grobe Harmonie. Mompou beginnt und beendet die Fragmente nicht mit schroffen Akkorden, sondern lässt die Szenen auf progressive Art und Weise auftauchen, als wären sie immer da gewesen, und er lässt sie verschwinden, als würden sie sich auflösen, als würden wir uns von der beschriebenen Straße entfernen, wo die Personen hin und her gehen.

## Theater
2011 inszenierte die Theatergruppe 360° Theaterensemble von Berlin zum ersten Mal diese Partitur.

## Veröffentlichungen (Auswahl)
- Suburbis = Faubourgs; Manuel Rosenthal Bearbeitung, Paris: Editions Salabert, München: G. Ricordi Bühnen- und Musikverlag
- Cançons i danses; Hamburg East West Records, 1996, Heisser, Jean-François (Klavier)
- Suburbis: El carrer, el guitarrista i el vell cavall, enthalten in Granados, Falla, Mompou, Nin